# 脑膜线虫属
脑膜线虫属（学名：Meningonema）为蟠尾丝虫科的一个属。

## 下属物种
本属包括以下物种：
- 猴脑膜线虫 Meningonema peruzzii [2]